# Teracotona sordida
Teracotona sordida là một loài bướm đêm thuộc phân họ Arctiinae, họ Erebidae.